# Yushin Okami
Yushin Okami (岡見 勇信, Okami Yushin), né le 21 juillet 1981 à Kanagawa au Japon, est un pratiquant japonais d'arts martiaux mixtes (MMA). Il évolue actuellement au sein de la World Series of Fighting.
Okami a inspiré le physique du personnage Eren Jäger dans le manga L'Attaque des Titans,

## Palmarès en arts martiaux mixtes
| Record | Résultat | Adversaire        | Méthode                         | Évènement                            | Date       | Round | Temps | Lieu                                     | Notes                                                             |
| ------ | -------- | ----------------- | ------------------------------- | ------------------------------------ | ---------- | ----- | ----- | ---------------------------------------- | ----------------------------------------------------------------- |
| 30-9   | Défaite  | David Branch      | TKO (Poings)                    | WSOF 15: Branch vs. Okami            | 24-10-2014 | 4     | 3:39  | Tampa, Floride, États-Unis               |                                                                   |
| 30-8   | Victoire | Svetlozar Savov   | Soumission (Arm-Triangle Choke) | WSOF 9: Carl vs. Palhares            | 29-03-2014 | 2     | 4:46  | Las Vegas, Nevada, États-Unis            |                                                                   |
| 29-8   | Défaite  | Ronaldo Souza     | TKO (Poings)                    | UFC Fight Night: Teixeira vs. Bader  | 04-09-2013 | 1     | 2:47  | Belo Horizonte, Brésil                   |                                                                   |
| 29-7   | Victoire | Hector Lombard    | Décision (Partagée)             | UFC on Fuel TV: Silva vs. Stann      | 03-03-2013 | 3     | 5:00  | Saitama, Japon                           |                                                                   |
| 28-7   | Victoire | Alan Belcher      | Décision (Unanime)              | UFC 155: Dos Santos vs. Velasquez II | 2012-12-29 | 3     | 5:00  | Las Vegas, Nevada                        |                                                                   |
| 27-7   | Victoire | Buddy Roberts     | TKO (Punches)                   | UFC 150: Henderson vs. Edgar II      | 2012-08-11 | 2     | 3:05  | Denver, Colorado                         |                                                                   |
| 26-7   | Défaite  | Tim Boetsch       | TKO (Punches)                   | UFC 144: Edgar vs. Henderson         | 2012-02-26 | 3     | 0:54  | Saitama, Japon                           |                                                                   |
| 26-6   | Défaite  | Anderson Silva    | KO (Punch)                      | UFC 134: Silva vs. Okami             | 2011-08-27 | 2     | 2:02  | Rio de Janeiro, Brésil                   | Pour le UFC Middleweight Championship                             |
| 26-5   | Victoire | Nate Marquardt    | Décision (Unanime)              | UFC 122: Marquardt vs. Okami         | 2010-11-13 | 3     | 5:00  | Oberhausen, Allemagne                    | Pour déterminer le #1 contender au UFC Middleweight Championship. |
| 25–5   | Victoire | Mark Muñoz        | Décision (Partagée)             | UFC Live: Jones vs. Matyushenko      | 2010-08-01 | 3     | 5:00  | San Diego, Californie, États-Unis        |                                                                   |
| 24–5   | Victoire | Lucio Linhares    | TKO (Doctor Stoppage)           | UFC Fight Night: Florian vs. Gomi    | 2010-03-31 | 2     | 2:47  | Charlotte (Caroline du Nord), États-Unis |                                                                   |
| 23–5   | Défaite  | Chael Sonnen      | Décision (Unanime)              | UFC 104: Machida vs Shogun           | 2009-10-24 | 3     | 5:00  | Los Angeles, Californie, États-Unis      |                                                                   |
| 23–4   | Victoire | Dean Lister       | Décision (Unanime)              | UFC 92: Ultimate 2008                | 2008-12-27 | 3     | 5:00  | Las Vegas, Nevada, États-Unis            |                                                                   |
| 22–4   | Victoire | Evan Tanner       | KO (Knee)                       | UFC 82: Pride of a Champion          | 2008-03-01 | 2     | 3:00  | Columbus, Ohio, États-Unis               |                                                                   |
| 21–4   | Victoire | Jason MacDonald   | Décision (Unanime)              | UFC 77: Hostile Territory            | 2007-10-20 | 3     | 5:00  | Cincinnati, Ohio, États-Unis             |                                                                   |
| 20–4   | Défaite  | Rich Franklin     | Décision (Unanime)              | UFC 72: Victory                      | 2007-06-16 | 3     | 5:00  | Belfast, Irlande du Nord                 | Pour déterminer le #1 contender au UFC Middlewight Championship.  |
| 20–3   | Victoire | Mike Swick        | Décision (Unanime)              | UFC 69: Shootout                     | 2007-04-07 | 3     | 5:00  | Houston, Texas, États-Unis               |                                                                   |
| 19–3   | Victoire | Rory Singer       | Soumission (Punches)            | UFC 66: Liddell VS Ortiz             | 2006-12-30 | 3     | 4:03  | Las Vegas, Nevada, États-Unis            |                                                                   |
| 18–3   | Victoire | Kalib Starnes     | TKO (Strikes)                   | UFC 64: Unstoppable                  | 2006-10-14 | 3     | 1:40  | Las Vegas, Nevada, États-Unis            |                                                                   |
| 17–3   | Victoire | Alan Belcher      | Décision (Unanime)              | UFC 62: Liddell VS Sobral            | 2006-08-26 | 3     | 5:00  | Las Vegas, Nevada, États-Unis            | Début à l'UFC.                                                    |
| 16–3   | Victoire | Izuru Takeuchi    | TKO (Strikes)                   | GCM: D.O.G. 6                        | 2006-06-11 | 1     | 3:39  | Tokyo, Japon                             |                                                                   |
| 15–3   | Victoire | Ji Won Bang       | TKO (Strikes)                   | MARS: World Grand Prix               | 2006-05-13 | 1     | 4:38  | Chiba, Japon                             |                                                                   |
| 14–3   | Défaite  | Jake Shields      | Décision (Majorité)             | Rumble On The Rock 9                 | 2006-04-21 | 3     | 5:00  | Honolulu, Hawaii, États-Unis             | ROTR WW Tournament Second Round.                                  |
| 14–2   | Victoire | Anderson Silva    | DQ (Illegal Kick)               | Rumble On The Rock 8                 | 2006-01-20 | 1     | 2:33  | Honolulu, Hawaii, États-Unis             | ROTR WW Tournament Opening Round.                                 |
| 13–2   | Victoire | Myun Joo Lee      | TKO (Corner Stoppage)           | K-1: Seoul Hero's                    | 2005-11-05 | 1     | 4:14  | Séoul, Corée du Sud                      |                                                                   |
| 12–2   | Victoire | Damien Riccio     | TKO (Strikes)                   | GCM: D.O.G. 3                        | 2005-09-17 | 2     | 2:44  | Tokyo, Japon                             |                                                                   |
| 11–2   | Victoire | Nick Thompson     | Soumission (Elbow Injury)       | GCM: D.O.G. 2                        | 2005-06-11 | 1     | 0:29  | Tokyo, Japon                             |                                                                   |
| 10–2   | Victoire | Brian Foster      | Soumission (Arm Triangle Choke) | GCM: D.O.G. 1                        | 2005-03-12 | 3     | 2:53  | Tokyo, Japon                             |                                                                   |
| 9–2    | Victoire | Eiji Ishikawa     | Décision (Unanime)              | Pancrase: Brave 9                    | 2004-10-12 | 3     | 5:00  | Tokyo, Japon                             |                                                                   |
| 8–2    | Défaite  | Falaniko Vitale   | Décision (Partagée)             | SuperBrawl 36                        | 2004-06-18 | 3     | 5:00  | Honolulu, Hawaii, États-Unis             |                                                                   |
| 8–1    | Victoire | Ryuta Sakurai     | Décision (Unanime)              | Pride Bushido 2                      | 2004-02-15 | 2     | 5:00  | Yokohama, Japon                          |                                                                   |
| 7–1    | Victoire | Kousei Kubota     | TKO (Punches)                   | GCM: Demolition 13                   | 2004-01-18 | 1     | 1:47  | Japon                                    |                                                                   |
| 6–1    | Défaite  | Amar Suloev       | TKO (Punches)                   | M-1 MFC: Russia vs. the World        | 2003-10-10 | 1     | 4:44  | Moscou, Russie                           |                                                                   |
| 6–0    | Victoire | Kazuhiro Hanada   | TKO (Strikes)                   | GCM: Demolition 9                    | 2003-07-21 | 1     | 4:47  | Yokohama, Japon                          |                                                                   |
| 5–0    | Victoire | Hidehiko Hasegawa | Décision (Unanime)              | GCM: Demolition 7                    | 2003-05-01 | 2     | 5:00  | Tokyo, Japon                             |                                                                   |
| 4–0    | Victoire | Hikaru Sato       | Décision (Unanime)              | Pancrase: Hybrid 1                   | 2003-01-26 | 2     | 5:00  | Tokyo, Japon                             |                                                                   |
| 3–0    | Victoire | Sen Nakadai       | Décision (Unanime)              | Pancrase: Spirit 8                   | 2002-11-30 | 2     | 5:00  | Yokohama, Japon                          |                                                                   |
| 2–0    | Victoire | Steve White       | Soumission (Strikes)            | Pride The Best Vol.3                 | 2002-10-20 | 2     | 3:25  | Tokyo, Japon                             |                                                                   |
| 1–0    | Victoire | Kyosuke Sasaki    | Décision (Unanime)              | GCM: Demolition 1                    | 2002-09-08 | 2     | 5:00  | Japon                                    |                                                                   |